# Penelope Coelen
Penelope Anne Coelen, née le 15 avril 1940 à Durban, a été élue Miss Afrique du Sud 1958, puis Miss Monde 1958.
Elle est la première Sud-Africaine avoir été élue Miss Monde.

## Biographie

### Élection Miss Monde 1958
Penelope Coelen est élue Miss Monde 1958 le 13 octobre 1958 au Lyceum Ballroom de Londres, au Royaume-Uni à l'âge de 18 ans. Elle devient la première femme sud-africaine à remporter le titre de Miss Monde. Elle est également la deuxième femme venant du continent africain à être élue après la lauréate égyptienne Antigone Costanda élue en 1954,.
Lors de l'élection, la demi-finale fut largement dominé par les européennes. Seulement, Penelope Coelen et la candidate brésilienne, Sônia Maria Campos y étaient classées.

### L'après Miss Monde
Après son couronnement en tant que Miss Monde, Penelope Coelen tente une carrière d'actrice à Hollywood avec l'aide de l'acteur américain James Garner, mais elle ne réussit pas à percer. Elle lance plus tard sa propre ligne de vêtements, de produits de beauté et de parfums.
Le 13 octobre 1958, elle est apparue au jeu télévisé américain To Tell the Truth le 25 novembre 1958.
Plus tard, elle retourne en Afrique du Sud. Elle se marie avec Michel Rey, planteur et agriculteur de cannes à sucre et dirige avec lui une maison d'hôtes. Elle est la mère de cinq garçons et a trois petits-enfants. Un de ses fils, Nicholas Rey, a fait une chute de cheval en juin 2004. Il souffre d'une lésion du tronc cérébral et dépend totalement des soins infirmiers quotidiens.

## Ouvrages
- (af) Penny Coelen et Yvonne Hulett, Oor skoonheid, Van der Walt, 1988, 230 p. (ISBN 9780799313680)